# چاکا کان
چاکا کان (انگلیسی: Chaka Khan؛ زادهٔ ۲۳ مارس ۱۹۵۳) یک موسیقی‌دان اهل ایالات متحده آمریکا است. وی از سال ۱۹۷۲ میلادی تاکنون مشغول فعالیت بوده‌است.